# Costa Ricaanse zanger
De Costaricaanse zanger (Basileuterus melanotis) is een zangvogel uit de familie Parulidae (Amerikaanse zangers).

## Verspreiding en leefgebied
De soort komt voor in Costa Rica en het westen van Panama.